# Атажурт (Казыгуртский район)
Атажурт (каз. Атажұрт) — село в Казыгуртском районе Туркестанской области Казахстана. Входит в состав Кызылкиянского сельского округа.

## История
Образовано совместным решением Туркестанского областного маслихата от 14 сентября 2022 года № 17/207-VII и постановление акимата Туркестанской области от 20 сентября 2022 года № 180, путем выделения части села Айнатас в отдельный населённый пункт.